# Heinrich von Letmathe
Heinrich von Letmathe (* 1. Januar 1597; † vor 1654) war ein deutscher römisch-katholischer Geistlicher und Domherr in Münster.

## Leben
Heinrich von Letmathe wurde als Sohn des ehemaligen Domherrn Johann von Letmathe und dessen Gemahlin Agnes Valke zu Rockel geboren. Mit dem Erhalt der Tonsur am 19. November 1613 wurde er auf ein geistliches Leben vorbereitet. Am 28. Dezember 1620 legte er eine Zusage auf die Dompräbende des Domherrn Engelbert von Brabeck vor und nahm diese am 29. Januar 1621 in Besitz. Am 2. Dezember 1641 verzichtete er und heiratete Maria von Syberg zum Busch. Deren Sohn war der spätere Domherr Johann Caspar von Letmathe.